# Nanni Galli
Giovanni Giuseppe Gilberto „Nanni“ Galli (* 2. Januar 1940 in Bologna; † 12. Oktober 2019 in Prato) war ein italienischer Automobilrennfahrer.

## Karriere

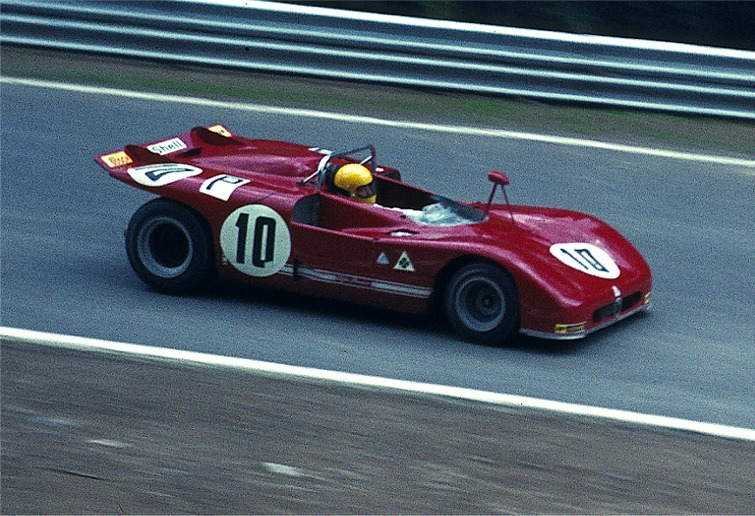
Nanni Galli in einem Alfa Romeo 33.3 beim Training zum 1000-km-Rennen auf dem Nürburgring, 1971

Nanni Galli begann seine Karriere in den 1960er-Jahren mit Tourenwagen- und Sportwagenrennen. Erwähnenswerte Erfolge sind ein Sieg beim Mugello-Rennen 1968 (zusammen mit Lucien Bianchi und Nino Vaccarella) und der zweite Platz bei der Targa Florio im selben Jahr. Ebenfalls 1968 wurde er zusammen mit Ignazio Giunti Vierter bei den 24 Stunden von Le Mans auf Alfa Romeo T33.
1971 debütierte er in der Formel 1 beim Großen Preis der Niederlande auf einem STP-March, nachdem er sich ein Jahr zuvor beim Großen Preis von Italien auf einem McLaren-Alfa Romeo und beim Saisonauftakt 1971 in Monte Carlo nicht hatte qualifizieren können. Beim Großen Preis von Frankreich 1971 in Le Castellet qualifizierte er sich zwar für das Rennen, das Team hatte jedoch nicht genügend Motoren. So musste Galli seinen Startplatz an den Spanier Àlex Soler-Roig abtreten, der zwar im Training schlechter platziert war, jedoch mehr Sponsorengelder aufbrachte.
Beim Großen Preis von Frankreich 1972 bestritt Nanni Galli sogar einen Grand Prix für das Ferrari-Team. Er ersetzte den verletzten Clay Regazzoni, der sich eine Woche vorher während des 1000-km-Rennens von Zeltweg in der trainingsfreien Zeit bei einem Fußballspiel das Handgelenk gebrochen hatte. Galli, der die Saison 1972 mit einem Tecno V12 bestritt, konnte sich jedoch mit einem Platz in der zehnten Startreihe und Platz 13 beim Rennen nicht für weitere Ferrari-Einsätze empfehlen.
Galli nahm an insgesamt 17 Grand-Prix-Rennen teil, zuletzt 1973 beim Großen Preis von Monaco. Allerdings überwogen Ausfälle (neunmal), die häufig auf technische Probleme zurückzuführen waren. Achtmal kam er ins Ziel, erreichte aber keine Platzierung in den Punkterängen. Sein bestes Ergebnis war der neunte Platz beim Großen Preis von Brasilien 1973 in Interlagos auf dem von Frank Williams Racing Cars eingesetzten Iso-Marlboro IR1.
Er starb im Oktober 2019.

## Statistik

### Statistik in der Automobil-Weltmeisterschaft
Einzelergebnisse 
| Saison | 1 | 2   | 3   | 4   | 5   | 6   | 7  | 8   | 9   | 10  | 11 | 12 | 13 | 14 | 15 |
| ------ | - | --- | --- | --- | --- | --- | -- | --- | --- | --- | -- | -- | -- | -- | -- |
| 1970   |   |     |     |     |     |     |    |     |     |     |    |    |    |    |    |
|        |   |     |     |     |     |     |    |     | DNQ |     |    |    |    |    |    |
| 1971   |   |     |     |     |     |     |    |     |     |     |    |    |    |    |    |
|        |   | DNQ | DNF | DNS | 11  | 12  | 12 | DNF | 16  | DNF |    |    |    |    |    |
| 1972   |   |     |     |     |     |     |    |     |     |     |    |    |    |    |    |
|        |   |     |     | DNF | 13  | DNF |    | NC  | DNF |     |    |    |    |    |    |
| 1973   |   |     |     |     |     |     |    |     |     |     |    |    |    |    |    |
| DNF    | 9 |     | 11  | DNF | DNF |     |    |     |     |     |    |    |    |    |    |

| Legende  | Legende            | Legende                                                          |
| Farbe    | Abkürzung          | Bedeutung                                                        |
| -------- | ------------------ | ---------------------------------------------------------------- |
| Gold     | –                  | Sieg                                                             |
| Silber   | –                  | 2. Platz                                                         |
| Bronze   | –                  | 3. Platz                                                         |
| Grün     | –                  | Platzierung in den Punkten                                       |
| Blau     | –                  | Klassifiziert außerhalb der Punkteränge                          |
| Violett  | DNF                | Rennen nicht beendet (did not finish)                            |
| Violett  | NC                 | nicht klassifiziert (not classified)                             |
| Rot      | DNQ                | nicht qualifiziert (did not qualify)                             |
| Rot      | DNPQ               | in Vorqualifikation gescheitert (did not pre-qualify)            |
| Schwarz  | DSQ                | disqualifiziert (disqualified)                                   |
| Weiß     | DNS                | nicht am Start (did not start)                                   |
| Weiß     | WD                 | zurückgezogen (withdrawn)                                        |
| Hellblau | PO                 | nur am Training teilgenommen (practiced only)                    |
| Hellblau | TD                 | Freitags-Testfahrer (test driver)                                |
| ohne     | DNP                | nicht am Training teilgenommen (did not practice)                |
| ohne     | INJ                | verletzt oder krank (injured)                                    |
| ohne     | EX                 | ausgeschlossen (excluded)                                        |
| ohne     | DNA                | nicht erschienen (did not arrive)                                |
| ohne     | C                  | Rennen abgesagt (cancelled)                                      |
| ohne     | keine WM-Teilnahme |                                                                  |
| sonstige | P/fett             | Pole-Position                                                    |
| sonstige | 1/2/3/4/5/6/7/8    | Punktplatzierung im Sprint-/Qualifikationsrennen                 |
| sonstige | SR/kursiv          | Schnellste Rennrunde                                             |
| sonstige | *                  | nicht im Ziel, aufgrund der zurückgelegten Distanz aber gewertet |
| sonstige | ()                 | Streichresultate                                                 |
| sonstige | unterstrichen      | Führender in der Gesamtwertung                                   |

### Le-Mans-Ergebnisse
| Jahr | Team             | Fahrzeug              | Teamkollege    | Platzierung            | Ausfallgrund    |
| ---- | ---------------- | --------------------- | -------------- | ---------------------- | --------------- |
| 1968 | Autodelta SpA    | Alfa Romeo T33/2      | Ignazio Giunti | Rang 4 und Klassensieg |                 |
| 1969 | Equipe Matra Elf | Matra-Simca MS630/650 | Robin Widdows  | Rang 7                 |                 |
| 1970 | Autodelta SpA    | Alfa Romeo T33/3      | Rolf Stommelen | Disqualifiziert        |                 |
| 1972 | Autodelta SpA    | Alfa Romeo T33/3      | Rolf Stommelen | Ausfall                | Getriebeschaden |

### Sebring-Ergebnisse
| Jahr | Team             | Fahrzeug            | Teamkollege        | Platzierung            | Ausfallgrund    |
| ---- | ---------------- | ------------------- | ------------------ | ---------------------- | --------------- |
| 1967 | Autodelta        | Alfa Romeo T33      | Roberto Bussinello | Ausfall                | Zündungsschaden |
| 1969 | Autodelta S.P.A. | Alfa Romeo T33/3    | Ignazio Giunti     | Ausfall                | Reifenschaden   |
| 1970 | Autodelta S.P.A. | Alfa Romeo T33/3    | Rolf Stommelen     | Rang 9                 |                 |
| 1971 | Autodelta S.p.a. | Alfa Romeo T33/3    | Rolf Stommelen     | Rang 2 und Klassensieg |                 |
| 1972 | Autodelta S.p.a. | Alfa Romeo T33/TT/3 | Andrea de Adamich  | Ausfall                | Reifenschaden   |

### Einzelergebnisse in der Sportwagen-Weltmeisterschaft
| Saison | Team                                   | Rennwagen                      | 1   | 2   | 3   | 4   | 5   | 6   | 7   | 8   | 9   | 10  | 11  | 12  | 13  | 14  | 15  | 16  | 17  | 18  | 19  | 20  | 21  | 22  |
| ------ | -------------------------------------- | ------------------------------ | --- | --- | --- | --- | --- | --- | --- | --- | --- | --- | --- | --- | --- | --- | --- | --- | --- | --- | --- | --- | --- | --- |
| 1962   |                                        | Fiat-Abarth 700                | DAY | SEB | SEB | MAI | TAR | BER | NÜR | LEM | TAV | CCA | RTT | NÜR | BRI | BRI | PAR |     |     |     |     |     |     |     |
| 1962   |                                        | Fiat-Abarth 700                | 10  |     |     |     |     |     |     |     |     |     |     |     |     |     |     |     |     |     |     |     |     |     |
| 1963   | Nanni Galli                            | Alfa Romeo Giulietta SZ        | DAY | SEB | SEB | TAR | SPA | MAI | NÜR | CON | ROS | LEM | MON | WIS | TAV | FRE | CCE | RTT | OVI | NÜR | MON | MON | TDF | BRI |
| 1963   | Nanni Galli                            | Alfa Romeo Giulietta SZ        | DNF |     |     |     |     |     |     |     |     |     |     |     |     |     |     |     |     |     |     |     |     |     |
| 1964   |                                        | Puch 500                       | DAY | SEB | TAR | MON | SPA | CON | NÜR | ROS | LEM | REI | FRE | CCE | RTT | SIM | NÜR | MON | TDF | BRI | BRI | PAR |     |     |
| 1964   |                                        | Puch 500                       |     |     | 145 |     |     |     |     |     |     |     |     |     |     |     |     |     |     |     |     |     |     |     |
| 1965   | Scuderia Sant Ambroeus Paolo Bianchi   | Alfa Romeo TZ Alfa Romeo 2600  | DAY | SEB | BOL | MON | MON | RTT | TAR | SPA | NÜR | MUG | ROS | LEM | REI | BOZ | FRE | CCE | OVI | NÜR | BRI | BRI |     |     |
| 1965   | Scuderia Sant Ambroeus Paolo Bianchi   | Alfa Romeo TZ Alfa Romeo 2600  |     |     |     |     |     |     |     |     | DNF | 12  |     |     |     |     |     |     |     |     |     |     |     |     |
| 1966   | Scuderia Sant Ambroeus Autodelta       | Alfa Romeo TZ Alfa Romeo GTA   | DAY | SEB | MON | TAR | SPA | NÜR | LEM | MUG | CCE | HOK | SIM | NÜR | ZEL |     |     |     |     |     |     |     |     |     |
| 1966   | Scuderia Sant Ambroeus Autodelta       | Alfa Romeo TZ Alfa Romeo GTA   |     |     |     | 24  |     |     |     | 3   |     |     |     |     |     |     |     |     |     |     |     |     |     |     |
| 1967   | Autodelta Riccardone                   | Alfa Romeo T33 Ferrari 275 GTB | DAY | SEB | MON | SPA | TAR | NÜR | LEM | HOK | MUG | BRH | CCE | ZEL | OVI | NÜR |     |     |     |     |     |     |     |     |
| 1967   | Autodelta Riccardone                   | Alfa Romeo T33 Ferrari 275 GTB |     | DNF | 15  |     | DNF | 5   |     |     | DNF |     |     |     |     |     |     |     |     |     |     |     |     |     |
| 1968   | Autodelta Alfa Romeo Deutschland       | Alfa Romeo T33                 | DAY | SEB | BRH | MON | TAR | NÜR | SPA | WAT | ZEL | LEM |     |     |     |     |     |     |     |     |     |     |     |     |
| 1968   | Autodelta Alfa Romeo Deutschland       | Alfa Romeo T33                 |     |     | 14  |     | 2   | 5   |     |     |     | 4   |     |     |     |     |     |     |     |     |     |     |     |     |
| 1969   | Autodelta Alfa Romeo Deutschland Matra | Alfa Romeo T33 Matra MS630     | DAY | SEB | BRH | MON | TAR | SPA | NÜR | LEM | WAT | ZEL |     |     |     |     |     |     |     |     |     |     |     |     |
| 1969   | Autodelta Alfa Romeo Deutschland Matra | Alfa Romeo T33 Matra MS630     |     | DNF |     |     | DNF |     | DNF | 7   |     | 22  |     |     |     |     |     |     |     |     |     |     |     |     |
| 1970   | Autodelta                              | Alfa Romeo T33                 | DAY | SEB | BRH | MON | TAR | SPA | NÜR | LEM | WAT | ZEL |     |     |     |     |     |     |     |     |     |     |     |     |
| 1970   | Autodelta                              | Alfa Romeo T33                 |     | 9   |     | 7   | DNF |     |     | DNF |     | DNF |     |     |     |     |     |     |     |     |     |     |     |     |
| 1971   | Autodelta                              | Alfa Romeo T33                 | BUA | DAY | SEB | BRH | MON | SPA | TAR | NÜR | LEM | ZEL | WAT |     |     |     |     |     |     |     |     |     |     |     |
| 1971   | Autodelta                              | Alfa Romeo T33                 | 3   |     | 2   |     |     |     |     | DNF |     | 3   | DNF |     |     |     |     |     |     |     |     |     |     |     |
| 1972   | Autodelta                              | Alfa Romeo T33                 | BUA | DAY | SEB | BRH | MON | SPA | TAR | NÜR | LEM | ZEL | WAT |     |     |     |     |     |     |     |     |     |     |     |
| 1972   | Autodelta                              | Alfa Romeo T33                 | DNF | 5   | DNF | 6   |     |     | 2   |     | DNF |     |     |     |     |     |     |     |     |     |     |     |     |     |
| 1974   | Mugello Corse                          | Abarth-Osella PA2              | MON | SPA | NÜR | IMO | LEM | ZEL | WAT | LEC | BRH | KYA |     |     |     |     |     |     |     |     |     |     |     |     |
| 1974   | Mugello Corse                          | Abarth-Osella PA2              | 22  |     |     | DNF |     |     |     |     |     |     |     |     |     |     |     |     |     |     |     |     |     |     |